# Huacalera
Huacalera est une ville et une municipalité argentine située dans la province de Jujuy, et dans le département de Tilcara.

## Tourisme

### Chapelle de Huacalera
Huacalera était autrefois une communauté indigène Omaguaca, et la Capilla de la Inmaculada Concepción, qui date de 1655, a survécu jusqu'à aujourd'hui. Elle possède l'une des œuvres les plus importantes et les plus précieuses de l'école cusquénienne, comme le Mariage de la Vierge et Le Baptême de la Vierge (El Bautismo de la Virgen), unique par son thème.
L'autel date de 1699. Le tabernacle est une autre œuvre d'art qui présente sur ses côtés deux peintures appliquées de saint Pierre et saint Paul. L'œuvre la plus précieuse du temple est le retable, une œuvre d'artistes primitifs de l'Altiplano, la plus ancienne de la région.

### Posta de Huacalera
La Posta de Huacalera était le plus ancien établissement colonial. L'école, toujours debout, date de 1825. Le moulin colonial, œuvre des Jésuites, et le site archéologique de Pucará de Molla, sont ses attractions les plus caractéristiques. Il y a une importante auberge de jeunesse ici.

### Référence historique
À Huacalera, sur les rives d'un ruisseau, le corps du général Lavalle a été dépecé pour empêcher ses persécuteurs de le capturer et ses parties molles ont été enterrées près d'une chapelle locale. Le cœur a été placé dans un récipient avec du brandy et ses os ont été lavés et placés dans une boîte avec du sable sec. Les restes ont été transportés à Potosí.

### Tropique du Capricorne
À l'entrée de la ville, sur la route nationale 9, se trouve un monolithe portant l'inscription « Tropique du Capricorne » et la figure d'une chèvre avec une queue de poisson, une représentation typique de la constellation du Capricorne. A quelques mètres à l'ouest se trouve une structure ressemblant à un cadran solaire dont l'ombre indique l'heure, mais aussi la date de l'année. Le monolithe et l'horloge sont situés à l'endroit où le tropique du Capricorne est passé en 1934. Pendant le solstice de décembre, à midi solaire, le soleil est au zénith et ces monuments ne projettent aucune ombre.
En raison de la précession des équinoxes et de la nutation, la position des tropiques se déplace selon des cycles de 14 000 ans. Actuellement, le tropique du Capricorne se déplace à une vitesse d'environ 14,4 m/an vers le nord. En 2018, le tropique est passé presque au-dessus de l'extrémité de l'hôtel Huacalera, à 1,5 km au nord du monolithe.

## Auberges de jeunesse
Il y a deux auberges, l'Hostal La Granja, qui appartenait autrefois à l'architecte et historien Luis Grenni et qui appartient maintenant à son fils, l'avocat Lucas Ramón Grenni, et l'Hotel Huacalera, anciennement Finca Monterrey, qui appartient à Edwin Calvó.

## Sismologie
La sismicité de la province de Jujuy est fréquente et de faible intensité, avec un silence sismique de séismes moyens à graves tous les 40 ans.
- Séisme de 1863 : bien que de telles catastrophes géologiques se produisent depuis la préhistoire, le séisme du 4 janvier 1863[3], a marqué une étape importante dans l'histoire des événements sismiques à Jujuy, classé 6,4 sur l'échelle de Richter. Mais même en prenant les meilleures précautions nécessaires et/ou en restreignant les codes de construction, aucun changement ne s'est fait ressentir[4].
- Séisme de 1948 : séisme qui s'est produit le 25 août 1848 et qui est classé 7,0 sur l'échelle de Richter, il a détruit des bâtiments et ouvert de nombreuses fissures dans de vastes zones[4],[3].
- Séisme de 2009 : apparu le 6 novembre 2009 et classé 5,6 sur l'échelle de Richter.

## Galerie

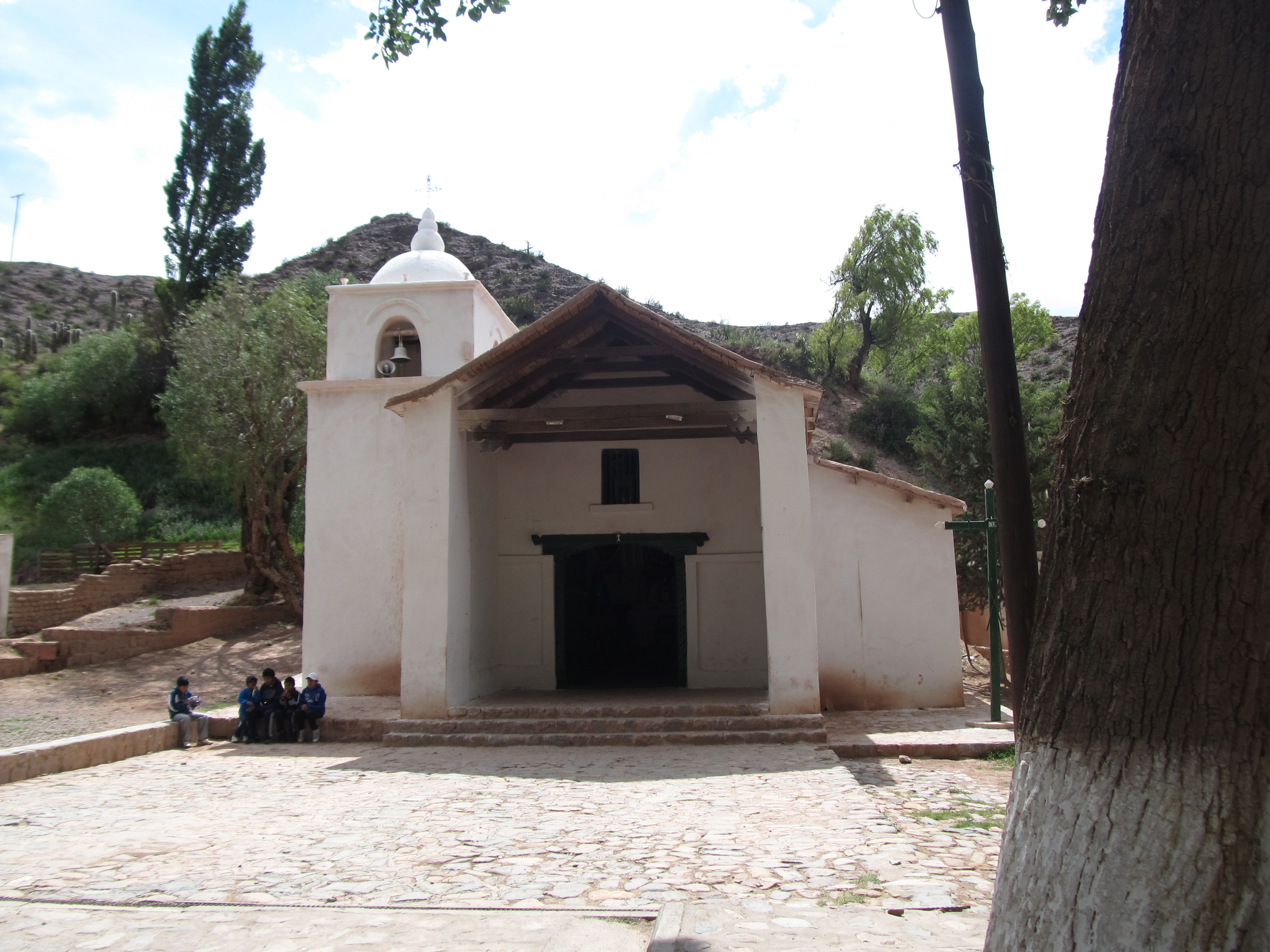
Chapelle de Huacalera.
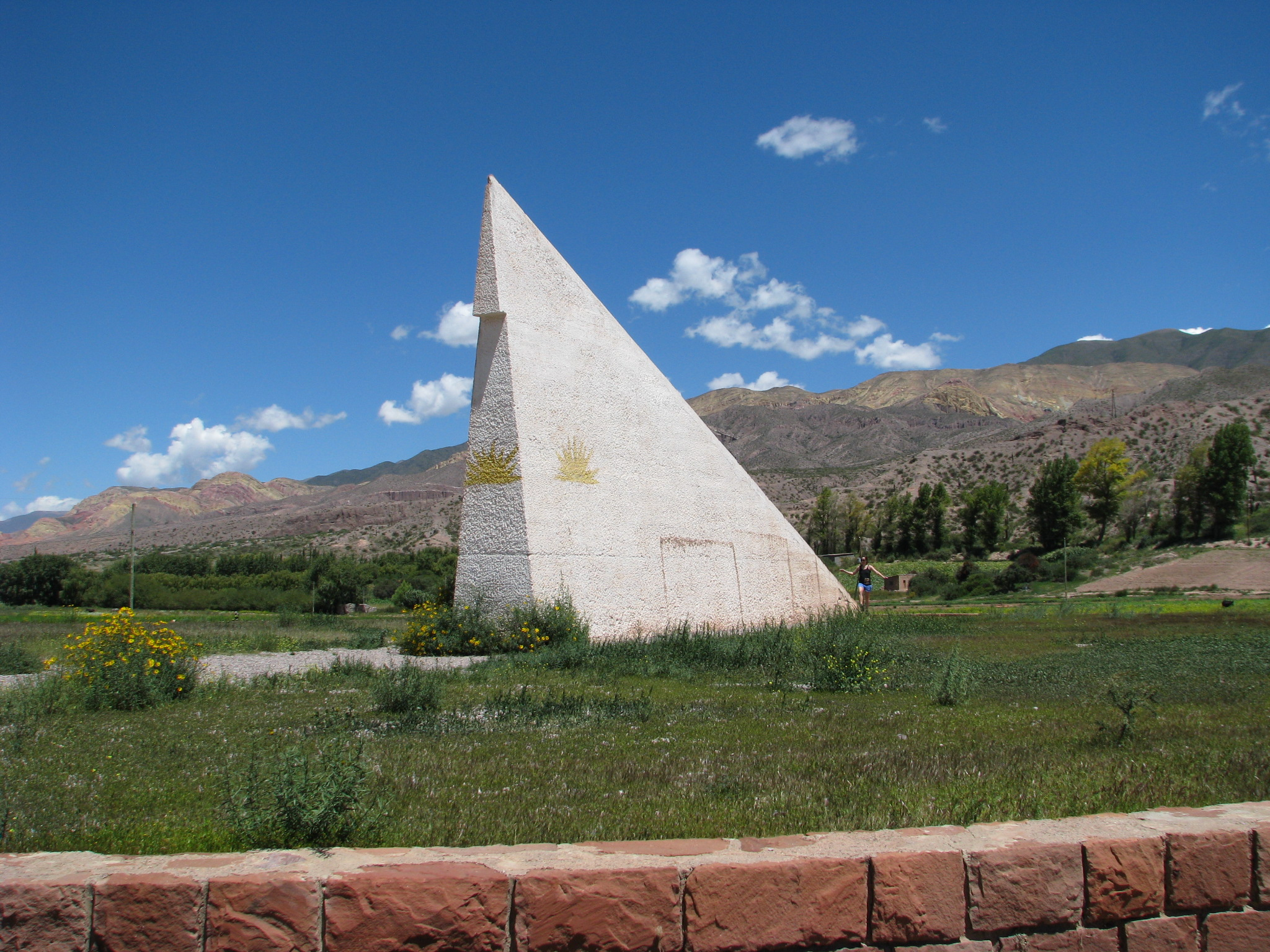
Cadran solaire au tropique du Capricorne.
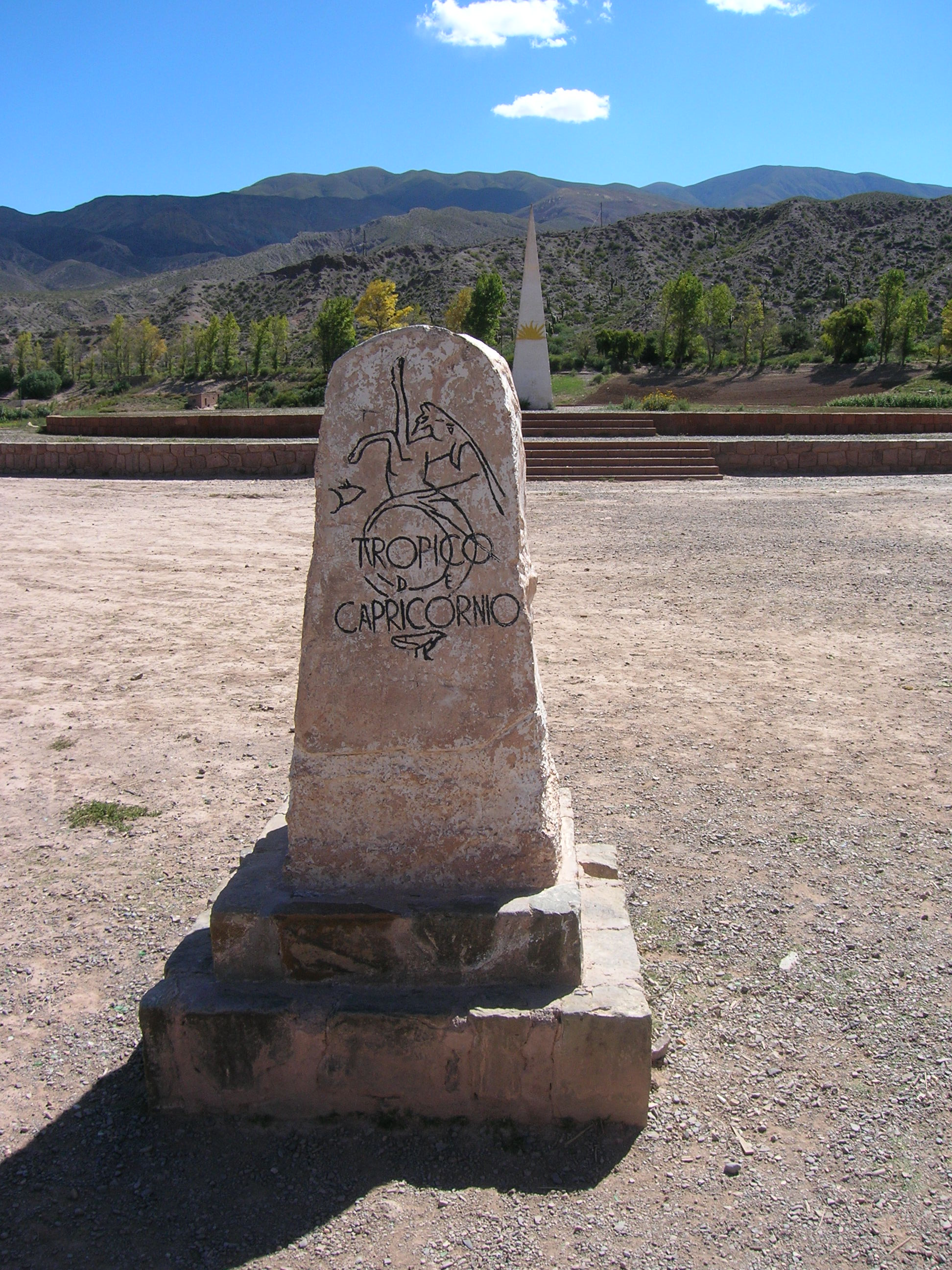
Monolithe et cadran solaire au Tropique du Capricorne.
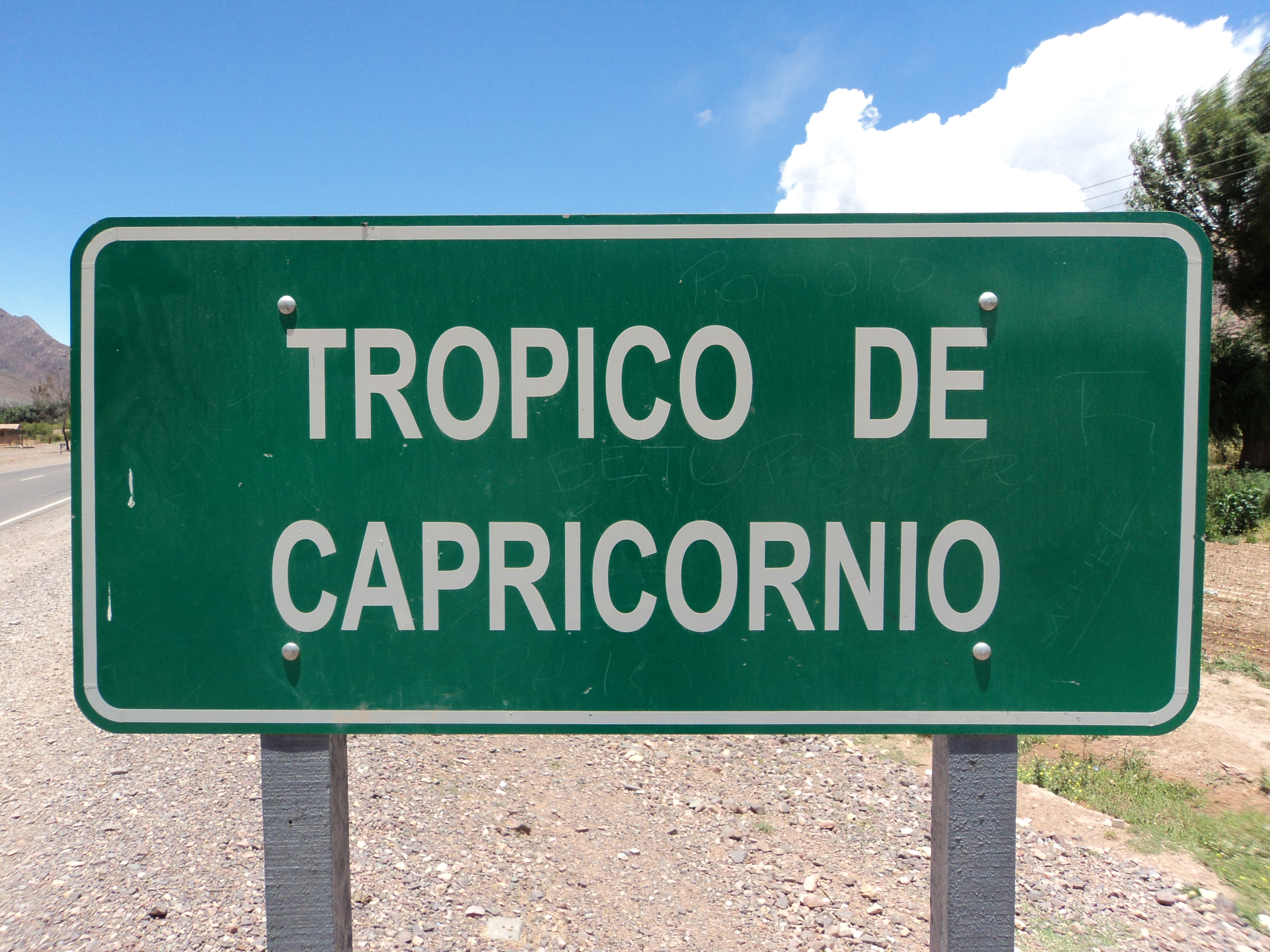
Panneau de la route nationale 9.